# Antonio Martins Pinheiro
Antonio Martins Pinheiro (Rio de Janeiro, 30 de maio de 1788 – 8 de julho de 1877) foi um médico brasileiro.
Foi membro fundador da Sociedade de Medicina do Rio de Janeiro, atual Academia Nacional de Medicina.